# دنی الیوت (بازیکن فوتبال)
دنی الیوت (انگلیسی: Danny Elliott؛ زادهٔ ۲۹ سپتامبر ۱۹۹۵) بازیکن فوتبال اهل بریتانیا است. از باشگاه‌هایی که وی در آن بازی کرده‌است می‌توان به باشگاه فوتبال ناتینگهام فارست اشاره کرد.